# Július Vašek
Július Vašek (* 29. prosince 1926, Nové Zámky – 1. května 2009, Bratislava) byl slovenský herec.
Dětství prožil v obci Mojzesovo. Herectví vystudoval na bratislavské konzervatoři, divadlo hrál už od roku 1950. Po mnoho let byl členem činoherního souboru Nové scény v Bratislavě. Jedná se o poměrně oblíbeného a často obsazovaného filmového a televizního herce, který si zahrál v řadě českých a slovenských filmů. Zpočátku se jednalo spíše o postavy záporné, s přibývajícím věkem přišly i role charakterní.
Českým filmovým divákům je patrně nejlépe znám z poetického filmu režiséra Otakara Vávry Romance pro křídlovku natočeného na motivy stejnojmenného poetického pásma Františka Hrubína v roce 1966.

## Filmografie
- 1954 Drevená dedina (Ondro Ončo)
- 1957 Štyridsaťštyri (Matej Frujak)
- 1958 V hodine dvanástej
- 1959 Kapitán Dabač
- 1959 Skaly a ľudia (šofér nákladního auta)
- 1961 Bratia (Vendel Haviar)
- 1961 Pieseň o sivom holubovi (desátník SS)
- 1962 Bílá oblaka (partyzán)
- 1962 Tam za lesem (por. Martin)
- 1963 Lucie (film)|Lucie (Bojko)
- 1964 Prípad pre obhajcu (Paľo)
- 1965 Námestie svätej Alžbety (Ján Florik)
- 1966 Romance pro křídlovku (Vojta – padesátník)
- 1967 Vreckári (Abdul)
- 1968 Muž, ktorý luže (Vladimír)
- 1968 Niet inej cesty (Janeček)
- 1970 Medená veža (Prašivec)
- 1970 Rozsudok (Terezin manžel)
- 1971 Hľadači svetla (hrobník Klančo)
- 1971 Orlie pierko (Prašivec)
- 1971 Zlozor (Gažo)
- 1972 ...a pozdravuji vlaštovky (Maruščin otec)
- 1972 Dvě věci pro život (Jožo)
- 1972 Javor a Juliana (hulán)
- 1972 Letokruhy (Lukeš)
- 1973 Případ krásné neřestnice (Tkáč)
- 1973 Skrytý prameň (Aquaviva)
- 1974 Deň, ktorý neumrie (Pirč)
- 1974 Do zbrane, kuruci! (richtář)
- 1974 Lidé z metra (Babiak)
- 1974 Případ mrtvého muže (Neuman)
- 1975 Pacho, hybský zbojník (Mišo)
- 1976 Červené víno (Pančucha)
- 1976 Jeden stříbrný (Gábor)
- 1977 Advokátka (Demin)
- 1977 Soukromá válka (Rudo Matta)
- 1978 Lvi salónů
- 1978 Nie (Poljak)
- 1979 Blízke diaľavy (Karburátor)
- 1979 Hordubal
- 1979 Julek (polykač mečů)
- 1979 Rosnička (por. Klen)
- 1980 Odveta (Jung)
- 1981 Fénix (učitel Arnošt)
- 1982 Pavilón šeliem (Žilinský)
- 1983 Muž nie je žiadúci (mlynář)
- 1984 Sladké starosti (Kantorík)
- 1985 Zastihla mě noc (invalida)
- 1986 Galoše šťastia (lampář)
- 1987 Hody (Gabikin otec)
- 1991 Gemini (Nočák)
- 1995 Poslední přesun (stařec)